# Els fonaments del segle XIX
Els fonaments del segle XIX (Die Grundlagen des neunzehnten Jahrhunderts, 1899) és un llibre de Houston Stewart Chamberlain. Al llibre, Chamberlain presenta diverses idees racistes i especialment völkisch antisemites sobre com veia la raça ària com a superior a altres, als pobles teutònics com una força positiva en la civilització europea i els jueus com una negativa. El llibre va ser la seva obra més venuda.

## Sinopsi
Publicat en alemany, el llibre s'enfoca en la controvertida noció que la civilització occidental està profundament marcada per la influència dels pobles teutònics. Chamberlain va agrupar a tots els pobles europeus, no només als alemanys, sinó també a celtes, eslaus, grecs i llatins, a la " raça ària ", una raça basada en l'antiga cultura protoindoeuropea. Al capdavant de la raça ària, i, de fet, de totes les races, va veure la raça nòrdica o pobles teutònics.
| « | Certs antropòlegs voldrien ensenyar-nos que totes les races estan igualment dotades; assenyalem la història i responem: això és mentida! Les races de la humanitat són marcadament diferents en la natura i també en l'extensió dels seus dons, i les races germàniques pertanyen al grup més dotat, el grup generalment anomenat ari... Física i mentalment, els aris són preeminents entre tots. pobles; per això són per dret... els senyors del món. No veiem a l'homo syriacus desenvolupar-se tan bé i tan feliçment en la posició d'esclau com en la d'amo? No ens mostren els xinesos un altre exemple de la mateixa naturalesa? | » |

El llibre de Chamberlain es va centrar en l'afirmació que els pobles teutònics eren els hereus dels imperis de Grècia i Roma, cosa que també creien Carlemany i alguns dels seus successors. Va argumentar que quan les tribus germàniques van destruir l'Imperi Romà, els jueus i altres no europeus ja ho dominaven. Els alemanys, en aquest escenari, van salvar la Civilització occidental de la dominació dels Semítics. Els pensaments de Chamberlain van ser influenciats pels escrits d'Arthur de Gobineau (1816–1882), qui havia argumentat la superioritat de la "raça ària". Aquest terme s'usava cada vegada més per descriure raça caucàsica o pobles europeus, a diferència dels jueus, que van ser conceptualitzats com "infondre verí del Pròxim Orient en el cos polític europeu". ". Per a Chamberlain, el concepte d'una raça ària no es definia simplement pels orígens etnolingüístics. Era també un ideal abstracte d'una elit racial. La raça ària, o "noble", sempre estava canviant a mesura que els pobles superiors suplantaven els inferiors en les lluites evolutives per la supervivència.
Basant-se una mica en les teories de Gobineau i Georges Vacher de Lapouge (1854-1936), Chamberlain va desenvolupar una teoria relativament complexa que relaciona els orígens racials, les característiques físiques i els trets culturals. Segons Chamberlain, el jueu modern (Homo judaeica) barreja algunes de les característiques dels hitites (H. syriaca), en particular el "nas jueu", Mentón retret, gran astúcia i afició a la usura – i dels verdaders semitas, els  Àrab beduí (H. arabicus), en particular el crani dolicocefàlic (llarg i estret), el cos gruixut i una tendència a ser antiintel·lectual i destructiu. Segons aquesta teoria, el producte d'aquest mestissatge va estar compromès per les grans diferències entre aquestes dues estirps:
| « | Totes les grans races i nacions històricament s'han produït mitjançant la barreja; però onsevulla que la diferència de tipus sigui massa gran per ser superada, llavors tenim mestissos. Aquest és el cas aquí. L'encreuament entre beduïns i sirians va ser, des d'un punt de vista anatòmic, probablement pitjor que el d'espanyols i indis sud-americans vosaltres. | » |

Chamberlain també va considerar els berbers (poble berber) del nord d'Àfrica com a pertanyents a la raça ària.
| « | El noble moro d'Espanya és qualsevol cosa menys un pur àrab del desert, és meitat berber (de raça ària) i les seves venes estan tan plenes de sang gòtica que fins i tot actualment els nobles habitants del Marroc poden rastrejar-ne la descendència. als avantpassats teutònics. | » |

Chamberlain (que tenia formació de postgrau en biologia) va rebutjar el darwinisme, la evolució i el darwinisme social, i en el seu lloc va emfatitzar "gestalt", que (va dir) derivat de Goethe. Chamberlain considerava el darwinisme com la doctrina més abominable i equivocada del moment.
Chamberlain va usar una antiga noció bíblica de la composició ètnica de Galilea per argumentar que si bé Jesús va poder haver estat jueu per religió, probablement no era jueu per raça, afirmant que descendia dels amorreus. Durant el període d'entreguerres, certs teòlegs pronazis, com Walter Bauer i Walter Grundmann, i Asiriòleg nord-americà Paul Haupt va desenvolupar aquestes idees com a part de la fabricació d'un Jesús ari. L'admirador de Chamberlain Adolf Hitler tenia una opinió similar, com s'evidencia en la seva xerrada de taula, on va plantejar la idea de Jesús com el fill il·legítim d'un soldat romà estacionat a Galilea.

## Recepció
The Foundations va vendre molt: vuit edicions i 60.000 còpies en deu anys, 100.000 còpies en esclatar la Primera Guerra Mundial i 24 edicions i més d'un quart de milió de còpies el 1938. La traducció al rus va ser especialment popular i va ser portada pels russos blancs fins a Sibèria.
La traducció de 1911 va rebre crítiques positives a la majoria de la premsa britànica.
Va ser elogiat a The Spectator com "un monument d'erudició"; el Birmingham Post ha dit que estava "brillant de vida, ple de pensaments frescos i vigorosos"; el Glasgow Herald va pensar que seria difícil "sobreestimar les qualitats estimulants del llibre". Al Suplement literari del Times es va declarar que era "un dels llibres que realment importaven".
Al diari esquerranós Notícies Fabianes George Bernard Shaw el va anomenar una "obra mestra històrica".
Els que no el llegissin, continuava, serien incapaços de parlar intel·ligentment sobre els problemes sociològics i polítics contemporanis.
Als EUA, Theodore Roosevelt va atribuir un biaix extrem a l'autor, però va dir que Chamberlain "representa una influència a tenir en compte i seriosament a ser tinguda en compte".
El llibre era important per a Wilhelm II, qui es va convertir en amic de Chamberlain (tots dos van mantenir correspondència), i com una fundació "espiritual" del Tercer Reich. Les idees de Chamberlain sobre la raça van ser molt influents per a Adolf Hitler, que les va adaptar fàcilment a la seva ideologia nazi; El mateix Chamberlain es va unir al partit nazi, i tant Hitler com Goebbels van visitar Chamberlain mentre estava al seu llit de mort.